# هوبگود (کارولینای شمالی)
هوبگود (به انگلیسی: Hobgood) شهری در ایالت کارولینای شمالی کشور ایالات متحده آمریکا است که جمعیت آن در سرشماری سال ۲۰۱۰ میلادی، ۳۴۸ نفر بوده‌است.